# Agrigento Regionális Régészeti Múzeuma
Agrigento Regionális Régészeti Múzeuma (Museo Archeologico Regionale) Agrigento, szicíliai városban, azon belül a Poggetto San Nicola magaslaton, Agrigento régészeti lelőhelyei között található.
A Regionális Régészeti Múzeumot 1968-ban nyitották meg és benne Agrigento környékén talált leleteket mutatnak be. Bár a múzeum új épület, mégis magába foglalja egy cisztercita kolostor maradványát, egy ablakot cikkcakk ornamenssel. A régi zárda kerengőjének árkádos folyosóján át jutunk a múzeumba.

Szicília zászlaja a triskelionnal

A múzeumban kiállítást találunk a környéken talált leletekből, például egy eredeti telamont az Olümpeionból. Ezek a telamonok az első templomokon megjelenő emberábrázolások. Másik gyűjtemény az attikai vázáké az 5. és 6. századból. Az egyik vázán található a triskelion első ábrázolásainak egyike, ez ma Szicília szimbóluma.
Az Akragaszból fennmaradt kevés szobor közül kiállítottak egy márvány ephéboszt. Feltűnő a test aránytévesztése a fej és a végtagok között.
Érdeklődésre tarthat számot a szarkofág-gyűjteményből egy ritka alabástromból készült gyermekszarkofág.

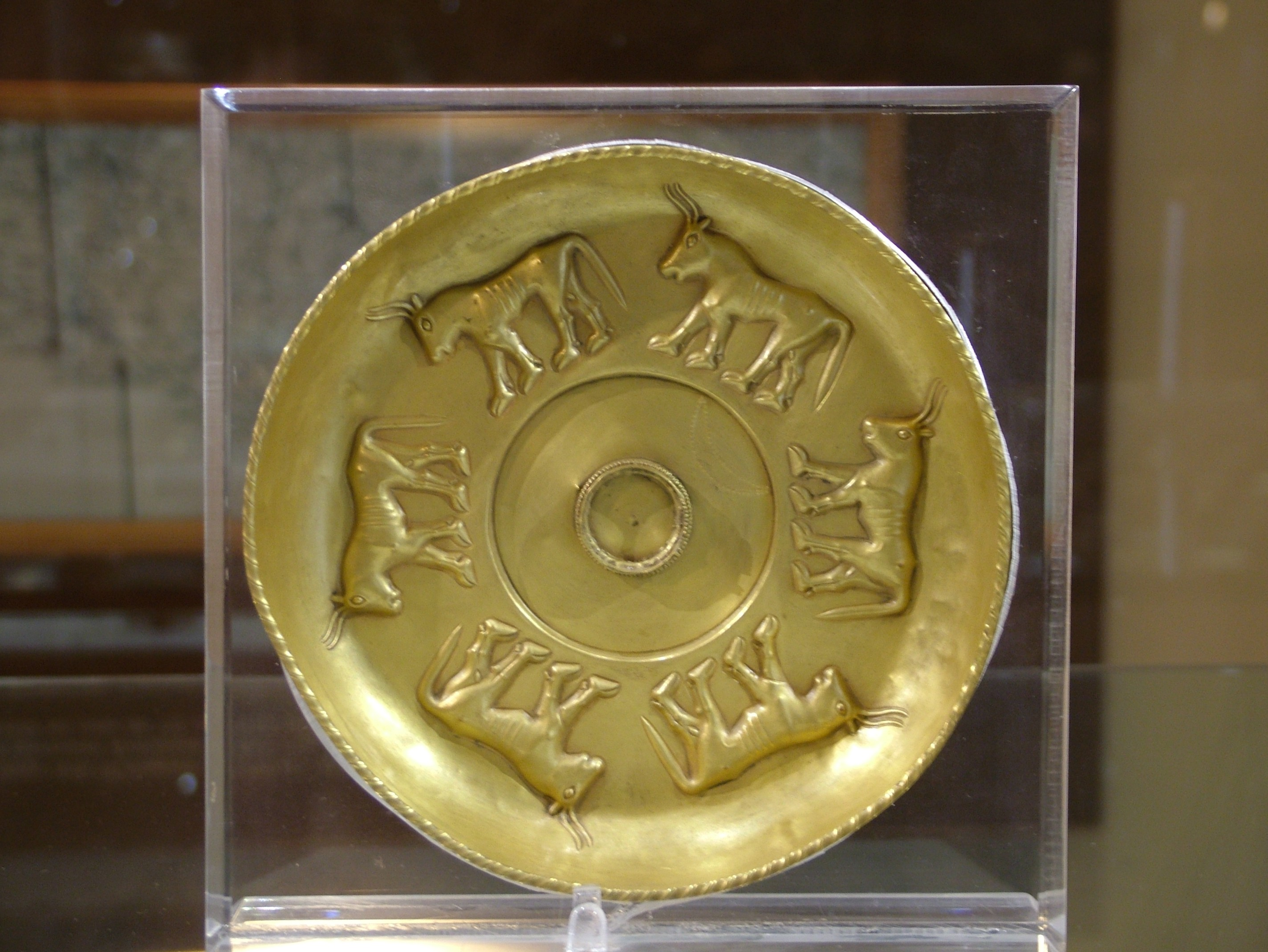
A Sant’Angelo Muxaróban talált aranykincs

Sant’Angelo Muxaro aranykincsének csak másolata van ebben a múzeumban, mert az eredeti a londoni British Museumba „került”.

## Fordítás
- Ez a szócikk részben vagy egészben  a   Museo Archeologico Regionale című német Wikipédia-szócikk ezen változatának fordításán alapul.  Az eredeti cikk szerkesztőit annak laptörténete sorolja fel. Ez a jelzés csupán a megfogalmazás eredetét és a szerzői jogokat jelzi, nem szolgál a cikkben szereplő információk forrásmegjelöléseként.